# Solomon Kullback
Solomon Kullback est un mathématicien et cryptologue américain né le 3 avril 1907 à Brooklyn dans la ville de New York et décédé le 5 août 1994 à Boynton Beach en Floride. Avec Richard Leibler, il a inventé dans les années 1950, la notion de divergence de Kullback-Leibler.

## Publications
- (en) S. Kullback et R. Leibler, « On information and sufficiency », Annals of Mathematical Statistics, vol. 22,‎ 1951, p. 79-86
- (en) S. Kullback, Information theory and statistics, John Wiley and Sons, NY, 1959

## Prix et distinctions
Il est lauréat en 1976 du prix Samuel-Wilks